# Canfieldiet
Het mineraal canfieldiet is een zilver-tin-sulfide mineraal met de chemische formule Ag8SnS6. Substitutie van tin door germanium en van zwavel door telluur. Canfieldiet vormt een mengreeks met argyrodiet, waarin alle tin vervangen is door germanium. Canfieldiet wordt gerekend tot de sulfozouten.

## Eigenschappen
Het metaalgrijze canfieldiet heeft een metaalglans en een grijszwarte streepkleur. Het kristalstelsel is orthorombisch-piramidaal. Canfieldiet splijt niet en heeft een conchoïdale breuk. Canfieldiet vormt gewoonlijk tweelingen langs het kristalvlak [111]. De gemiddelde dichtheid is 6,287 en de hardheid is 2,5.

## Naam
Canfieldiet is genoemd naar de Amerikaanse mijnbouwingenieur en mineralenverzamelaar Frederick Alexander Canfield (1849-1926).

## Voorkomen
Canfieldiet is doorgaans een van de laatste mineralen dat uitkristalliseert in hydrothermale aders.  Canfieldiet is wereldwijd te vinden op locaties die vaak rijk zijn aan (overgangs)metalen en als mijn ontgonnen worden. Het mineraal wordt soms als zilver- of tinerts ontgonnen, maar vormt nooit een belangrijke component van het ertslichaam.
De typelocatie van canfieldiet ligt in Colquechaca, Chayanta, Potosí, Bolivia.